# Дурацано (Беневенто)
Дурацано (итал. Durazzano) је насеље у Италији у округу Беневенто, региону Кампанија.
Према процени из 2011. у насељу је живело 1772 становника. Насеље се налази на надморској висини од 288 м.

## Становништво
| 1931. | 1936. | 1951. | 1961. | 1971. | 1981. | 1991. | 2001. | 2011. |
| ----- | ----- | ----- | ----- | ----- | ----- | ----- | ----- | ----- |
| 2.081 | 2.262 | 2.580 | 2.471 | 1.916 | 1.813 | 1.913 | 2.070 | 2.247 |